# ESRBレイティング別対象ソフト一覧・E10+ (10歳以上)
ESRBレイティング別対象ソフト一覧・E10+ (10歳以上)（ESRBレイティングべつたいしょうソフトいちらん・E10プラス 10さいいじょう）エンターテインメントソフトウェアレイティング委員会（ESRB）によるレイティングで「E10+（10歳以上対象）」とされたゲームソフトの一覧。
CEROのレーティングではおおむねA（全年齢対象）〜B（12歳以上対象）に相当する。
実質的にはCEROの「A」（全年齢対象）から「B」（12歳以上対象）に相当するレーティングとなっているが、暴力や戦争などの表現に関してはCEROよりさらに厳しい規制が敷かれており、ゲーム内でやむなく用いるとしても、残酷さを感じさせないよう極力デフォルメを加えて抑えられるようになっている（キャラクターの直接的な死や出血のシーンを用いないなど）。しかし、Everyoneよりは上であり、何かをそそのかすような表現もこのレーティングでは可能である。

## 一覧
- E10+区分のゲームは非常に膨大な数に及ぶため、極力日本国内で販売されている（または国内メーカー製）タイトルを優先して記載する。日本では未発売のタイトル・日本では発売中止となったタイトルについては、その旨を併せて表記する。
- CEROの審査を受けたゲームには、タイトル名の前に該当のアルファベットを表記する。
- 「プリンス・オブ・ペルシャ ケンシノココロ」のような機種別に表現の差異がある等の理由で複数のレイティングが設定されているゲームに関してはC D :のように並べて表記する。

| 英文字 | 対象年齢         | 背表紙帯色 |
| ------ | ---------------- | ---------- |
| A      | 全年齢対象       | 黒         |
| B      | 12才以上対象     | 緑         |
| C      | 15才以上対象     | 青         |
| D      | 17才以上対象     | 橙         |
| Z      | 18才以上のみ対象 | 赤         |

## あ行
- A B :アーバントライアル: フリースタイル
- A :アーバントライアル: フリースタイル2
- A :THE EYE OF JUDGMENT 神託のウィザード
- A :ICEY
- A :アヴァロンコード
- A :AWAY シャッフルダンジョン
- C :蒼き狼と白き牝鹿・元朝秘史
- A :アクトレイザー
- B :A Juggler's Tale（PS4・PS5版。Switch・Xbox One版はCEROレーティング無し（IARC：7+）。）
- B :ASPHALT 3D:NITRO RACING
- A :アテナ
- A :Anarcute
- A :アニーのアトリエ 〜セラ島の錬金術士〜
- A C :アバター THE GAME（DS版。PS3・Xbox 360版はTeen。）
- A :アフターバーナー クライマックス
- A :AFRIKA
- A :ARMS
- A :アルゴスの戦士
- A :R-TYPE TACTICS
- B :Aegis Defenders
- A :伊賀忍術伝 五神の書
- A :いくぜっ!源さん 〜夕焼け大工物語〜
- A B :イース -ナピシュテムの匣-（PSP版。PS2版はTeen。）
- A :いっき
- B :いっき団結
- A :偽りの輪舞曲
- 1f y0u're a gh0st ca11 me here!（CEROレーティング無し（IARC：7+）
- A :イリスのアトリエ エターナルマナ2
- A :イレギュラーハンターX
- A :Into the Breach
- B :ヴァルハラナイツ
- B :ヴァルハラナイツ2
- B :ヴァルハラナイツ2 バトルスタンス
- A :WE CHEER
- A :WE CHEER ダンシングスピリッツ!
- A :ウィッチテイル 見習い魔女と7人の姫
- A :WE LOVE GOLF!
- A :Wiiリモコンプラス バラエティ
- B :嘘つき姫と盲目王子
- A :宇宙戦艦ゴモラ
- B :海腹川背 BaZooKa!
- A :海腹川背 Fresh!
- A :Ultra Space Battle Brawl
- B :Evan's Remains
- A :F-ZERO CLIMAX
- B :Agent A - 偽装のパズル
- エリート・ビート・エージェント　※日本未発売
- A :エレベーターアクション
- A :黄金の太陽 漆黒なる夜明け
- A :Owlboy
- A :大神伝 〜小さき太陽〜
- オーシャンズハート（CEROレーティング無し。IARC：7+）
- A :大玉
- A :おさわり探偵 小沢里奈
- A :オーシャンホーン - 未知の海にひそむかい物
- A :おすそわける メイド イン ワリオ
- A :おどる メイド イン ワリオ
- A :女三四郎

## か行
- A :改造町人シュビビンマン
- A :改造町人シュビビンマン2 -新たなる敵-
- B :改造町人シュビビンマン3 -異界のプリンセス-
- 改造町人シュビビンマン零（CEROレーティング無し。IARC：7+）
- 怪盗スライ・クーパー3（PS2版）　※日本未発売
- A :怪盗ワリオ・ザ・セブン
- B :帰ってきた 魔界村
- A :影の伝説
- A :影の塔
- A :カスタムビートバトル ドラグレイド
- A :風のクロノア door to phantomile（Wii版。PS版はEveryone。）
- A :ガチンコヒーローズ
- A :Guns of Mercy
- B :ガンマンストーリー
- B :ガンマンストーリーHDコレクション（Switch版。Wii U版はT。）
- A :キャットクエスト（Switch版。PS4版はEveryone。）
- A :キャットクエスト2
- A :キャンドルちゃん（Xbox One版。PS4,Switch版はE。）
- Kill The Crows（CEROレーティング無し。IARC：16+）
- A :究極タイガーヘリ
- A :キングダム ハーツII
- A :キングダム ハーツ Re:チェイン オブ メモリーズ
- A :キングダム ハーツ 358/2 Days
- A :キングダム ハーツ バース バイ スリープ
- A :キングダム ハーツ Re:コーデッド
- A :KUNAI
- A :クラシックダンジョン 〜扶翼の魔装陣〜
- A :クラッシュ・バンディクー ブッとび3段もり!
- A :クラッシュ・バンディクー がっちゃんこワールド
- Crash of the Titans　※日本未発売
- Crash: Mind over Mutant　※日本未発売
- A :クランク&ラチェット マル秘ミッション☆イグニッション!
- A :グリーンベレー
- A :ぐるみん
- B :クレイジータクシー（PS3・Xbox 360版。DC・PS2・GC版はTeen。）
- B :クレイジータクシー ダブルパンチ
- A :クロニクル オブ ダンジョンメーカー
- A :クロニクル オブ ダンジョンメーカーII
- A :クロノ・トリガー（DS版。PS版はTeen。）
- B :KOF SKY STAGE
- A :激闘!カスタムロボ
- A :幻想水滸伝ティアクライス
- A :幸運の大家様
- A :極魔界村
- B :コスモポリス ギャリバン
- B :コットン2
- B :コットンロックンロール
- A :GO VACATION
- A :GoNNER
- A :Colin McRae: DiRT 2（PSP・Wii版。Wii版は日本未発売）
- A :ゴールデンアックスII
- A :ゴールデンアックスIII
- A :Golf With Your Friends
- B :魂斗羅ReBirth
- A :コンバット オブ ジャイアント ダイナソー3D

## さ行
- A :THE 功夫
- B :ザ・スーパー忍
- B :ザ・スーパー忍II
- B :The Stillness of the Wind
- A :サバイバルキッズ 〜LOST in BLUE〜
- A :サバイバルキッズ 〜LOST in BLUE 2〜
- A :サバイバルキッズ 小さな島の大きな秘密!?
- A :サバイバルキッズWii
- The Pedestrian（CEROレーティング無し。IARC：7+）
- A :サムライディフェンダー
- A :The Messenger
- A :サモンナイト クラフトソード物語
- A :サモンナイト ツインエイジ 〜精霊たちの共鳴〜
- B :Sayonara Wild Hearts
- A :The Last Guy
- A :沙羅曼蛇
- A :サルゲッチュ3
- THE LONGING（CEROレーティング無し。IARC：12+）
- A :サンセットライダーズ
- A :SUNSOFT is Back! レトロゲームセレクション
- A :サンダーブレード
- A :VVVVVV（3DS版。PS4, PS Vita, Switch版はE。）
- A :シャイニング・フォース イクサ
- A :Just Shapes & Beats
- B :ジャック×ダクスター 〜エルフとイタチの大冒険〜
- A :シャドウ・ザ・ヘッジホッグ
- A B :獣王記
- A :重装機兵ヴァルケン
- A :出世大相撲
- A :ショパンの復活 悪魔の逆襲!
- ショパンの復活 3（CEROレーティング無し。IARC：7+）
- A :真・三國無双ADVANCE
- A :真・三國無双DS ファイターズバトル
- B :深世海 Into the Depths
- B :新・光神話 パルテナの鏡
- B :スイングゴルフ パンヤ（韓国では全年齢対象。イギリスでは3歳以上対象。ヨーロッパ圏では3歳、もしくは3歳以上対象。）
- B :スイングゴルフ パンヤ 2ndショット!（韓国では全年齢対象。イギリスでは3歳以上対象。ヨーロッパ圏では3歳、もしくは3歳以上対象。）
- Sky 星を紡ぐ子どもたち（CEROレーティング無し。IARC：7+）
- B :スターデューバレー
- A :スターフォックス ガード
- A :スターフォックス コマンド
- A :スターフォックス ゼロ
- A :スターフォックス64 3D
- A :スチームワールド ディグ
- A :スチームワールドディグ2
- A :スチームワールドハイスト
- A :スティールダイバー
- A :STEELDIVER SUBWARS
- B :Stray
- B :スーパースクリブルノーツ
- A :スーパーポケモンスクランブル
- B :スーパーマリオ オデッセイ
- A :スプラトゥーン
- A :スプラトゥーン2
- A :スプラトゥーン3
- A :SPLIT SECOND -スプリットセカンド-
- スプリームコマンダー
- A :スプリームコマンダー2
- A :スペースインベーダーゲットイーヴン 〜逆襲のスペースインベーダー〜
- B :スポーツチャンピオン
- B :スライ・クーパー コレクション
- A :すれちがいゾンビ（『すれちがいMii広場』内ソフト）
- A :聖剣伝説DS CHILDREN of MANA
- A :聖剣伝説 HEROES of MANA
- A :星霜鋼機ストラニア
- A :世界樹の迷宮II 諸王の聖杯
- A :世界樹の迷宮III 星海の来訪者
- A :セガ3D復刻アーカイブス2
- A :セクターゾーン
- A :ゼルダの伝説 風のタクト HD
- A :ゼルダの伝説 スカイウォードソード
- A :ゼルダの伝説 大地の汽笛
- A :ゼルダの伝説 知恵のかりもの
- B :ゼルダの伝説 ティアーズ オブ ザ キングダム
- A :ゼルダの伝説 時のオカリナ 3D
- B :ゼルダの伝説 ブレス オブ ザ ワイルド
- B :ゼルダの伝説 ムジュラの仮面 3D
- A :ゼルダの伝説 4つの剣 25周年記念エディション
- A :Celeste
- B :全国デコトラ祭り
- A :ソニック&オールスターレーシング トランスフォームド
- A :ソニック・ザ・ヘッジホッグ
- A :ソニック × シャドウ ジェネレーションズ
- A :ソニックと暗黒の騎士
- A :ソニックトゥーン 太古の秘宝
- A :ソニックフォース
- A :ソニックフロンティア
- A :ソニック ワールドアドベンチャー
- A :Solatorobo それからCODAへ

## た行
- Timelie（CEROレーティング無し。IARC：7+）
- A :大乱闘スマッシュブラザーズ for Nintendo 3DS / Wii U
- A :大乱闘スマッシュブラザーズ SPECIAL
- Daxter　※日本未発売
- A :タケシとヒロシ
- B :タスクフォースハリアー
- A :タッチ!ダブルペンスポーツ
- B :ダブルドラゴン
- A :たまごっちのプチプチおみせっち おまちど〜さま!
- A :タンクビート
- A :タンクビート2 激突!ドイツ軍vs連合軍
- A :タンクフォース
- B :Dance Evolution
- A :DanceDanceRevolution SuperNOVA
- A :DanceDanceRevolution SuperNOVA2
- A :DanceDanceRevolution X
- DanceDanceRevolution X2（北米PS2版）　※日本未発売
- A :DanceDanceRevolution HOTTEST PARTY
- A :ダンスダンスレボリューション フルフル♪パーティー
- A :ダンスダンスレボリューション ミュージックフィット
- A :Dandara
- A :ダンボール戦機 爆ブースト
- A :ちびロボ!
- A :注文しようぜ!俺たちの世界
- A :超おどる メイド イン ワリオ
- A :超絶倫人ベラボーマン
- A :チョコボの不思議なダンジョン 時忘れの迷宮
- A :珍スポーツ（英語版）
- B :DJMAX Portable 3
- A :DECA SPORTA FREEDOM
- A :伝説のスタフィー
- A :伝説のスタフィー2
- A :伝説のスタフィー3
- B :テストドライブ アンリミテッド
- A :テイルズ オブ ファンタジア
- B :ディズニー インフィニティ3.0
- Teslagrad 2（CEROレーティング無し。IARC：7+）
- B :テレネット シューティング コレクション
- A :電脳戦機バーチャロン オラトリオ・タングラム Ver.5.66
- B :洞窟物語
- A :ドカポンキングダム
- A :ドカポンジャーニー！ 〜なかよくケンカしてっ♪〜
- A :ドクターロートレックと忘却の騎士団
- A :Dokuro
- A :どこかで見た“あのゲー”ムたちを棒人間で作ってみたけれど、果たしてあなたはクリアできるのか?
- B :トライン ザ ロストレリック
- A :ドラゴンクエストIV 導かれし者たち（DS版）
- A :ドラゴンクエストV 天空の花嫁（DS版）
- A :ドラゴンクエストIX 星空の守り人
- A :ドラゴンクエスト トレジャーズ 蒼き瞳と大空の羅針盤
- A :ドラゴンクエストモンスターズ ジョーカー
- B :ドラゴンクエストモンスターズ3 魔族の王子とエルフの旅
- A :ドラゴンバスター
- トリオ・ザ・パンチ（CEROレーティング無し。IARC：7+）
- A B :トリガーハート エグゼリカ（XBLA版。DC・PS2版は北米未発売）
- A :とんがりボウシと魔法の365にち
- A :ドンキーコングジャングルビート
- A :ドンキーコング バナンザ

## な行
- B :ナムコミュージアム アーケードHITS!（ローリングサンダーのみ）
- B :ナムコミュージアムアンコール ®（ローリングサンダーのみ）
- B :ナムコミュージアム ポータブル Vol.2（ローリングサンダーのみ）
- B :ナムコミュージアム バーチャルアーケード（ローリングサンダーのみ）
- B :ニード・フォー・スピード カーボン
- A :ニード・フォー・スピード プロストリート（PSP・DS版はEveryone。）
- B :ニード・フォー・スピード ナイトロ
- B :ニード・フォー・スピード ホット・パースート
- ニード・フォー・スピード シフト2 アンリーシュド　※日本未発売
- B :ニード・フォー・スピード ザ・ラン（Wii・3DS版。PS3・Xbox 360・PC版はTeen。）
- A :Nickelodeon All-Star Brawl
- B :ニトロ バイク
- A :New International ハイパースポーツDS
- A :Ninja Striker!
- A :Ninja Smasher!
- A :ニンジャラ
- B :nail'd
- A :熱血高校ドッジボール部
- A :ノスタルジオの風
- A :信長の野望・革新

## は行
- A :はたらくUFO
- A :Back to Bed
- A :パックマンパーティ
- A :パックマン&ギャラガ ディメンションズ
- A :パックワールド
- A :パックワールド2
- A :初音ミク Project mirai でらっくす
- A :Battle Chef Brigade
- B :バーンアウト レジェンド
- B :バーンアウト リベンジ
- B :バーンアウト ドミネーター
- B :バーンアウト パラダイス
- A :バンガイオー魂
- A :BANGAI-O HD MISSILE FURY
- A :バンジョーとカズーイの大冒険 ガレージ大作戦
- A :パンチアウト!!（Wii版）
- A :PAN-PAN〜ちっちゃな大冒険〜
- beatmania（北米PS2版）　※日本未発売
- A :光と闇の姫君と世界征服の塔 ファイナルファンタジー・クリスタルクロニクル
- A :光の4戦士 -ファイナルファンタジー外伝-
- A :ピポサルアカデミ〜ア - どっさり!サルゲー大全集 -
- A :ピクミン3
- A :ピクミン4
- A :ヒューマン・リソース・マシーン
- A :ヒラメキパズル マックスウェルの不思議なノート
- Pilgrims（CEROレーティング無し。IARC：7+）
- A :ファイアーエムブレム 暁の女神
- A :ファイアーエムブレム 新・暗黒竜と光の剣
- A :Fight of Animals
- A :ファイナルファンタジー（PSP版）
- A :ファイナルファンタジーIII（DS版）
- A :ファイナルファンタジーIV（GBA・DS・PSP版）
- A :ファイナルファンタジーVI（GBA版）
- A :ファイナルファンタジーXII レヴァナント・ウイング
- A :ファイナルファンタジー・クリスタルクロニクル エコーズ・オブ・タイム
- A :ファイナルファンタジー・クリスタルクロニクル リング・オブ・フェイト
- A :ファイナルファンタジータクティクス A2 封穴のグリモア
- B :ファンタジーゴルフ パンヤ PORTABLE
- A :ファンタシースターZERO
- A :ファミコンウォーズDS 失われた光　※日本ではクラブニンテンドーの景品として配布
- A :Figment（Switch版。PS4版はT。）
- Figment 2: Creed Valley（CEROレーティング無し。IARC：7+）
- B :不思議のダンジョン 風来のシレン6 とぐろ島探検録
- A :フェアリーランドストーリー
- A :フェアルーン2
- A :FOREVER BLUE 海の呼び声
- A :フォーゴットン・アン
- A :ぷよぷよテトリス
- A :ブラーレーサーズ
- A :Bridge Constructor Portal
- A :フリフリ!サルゲッチュ
- A :プリンセスピーチ Showtime!
- A :ブルードラゴン 異界の巨獣
- A :ブレイブ・ストーリー 新たなる旅人
- B :ブレイブダンジョン+魔神少女COMBAT
- B :ぶれいぶるー -バトル×バトル-
- A :フレ!フレ!ボウリング
- A :Blossom Tales: The Sleeping King
- B :FRONT MISSION1ST（DS版）
- B :ベア・ナックル 怒りの鉄拳
- B :ベア・ナックルII 死闘への鎮魂歌
- B :ベア・ナックルIII
- A :ヘラクレスの栄光 魂の証明
- A :ホーガンズアレイ
- A :ボクらの太陽 Django&Sabata
- A :星のカービィ Wii
- A :星のカービィ スターアライズ
- A :星のカービィ ディスカバリー
- A :Portal 2
- A :ポッ拳 POKKÉN TOURNAMENT
- B :ボムスリンガー
- B :Hollow Knight

## ま行
- A :マイケル・ジャクソン ザ・エクスペリエンス
- A :魔女と勇者（3DS版。Switch版はEveryone。）
- A :魔女と勇者II
- A :魔女と勇者III
- B :魔神少女 エピソード2 -願いへの代価-
- B :魔神少女 エピソード3 -勇者と愚者-
- B :魔神少女音楽外伝 ルディミカル♪ ノリノリズムにゃん!
- A :魔神少女 -Chronicle 2D ACT-
- B :街スベリ
- A :マッスル行進曲
- B :魔導物語 フィアと不思議な学校
- A :マナケミア 〜学園の錬金術士たち〜
- A :マリオ&ソニック AT リオオリンピック
- A :マリオストライカーズ チャージド
- 未解決事件は終わらせないといけないから（CEROレーティング無し。IARC：3+）
- A :ミストラリアの魔術師
- B :未来忍者
- A :みんなのGOLFポータブル
- B :MOON DIVER
- A :Moonlighter
- A :メイド イン ワリオ ゴージャス
- A :メカフォース
- B :メタルスレイダーグローリー
- A :メトロイド サムスリターンズ
- A :もえろツインビー シナモン博士を救え!
- A :MONKEY BARRELS

## や行
- A :遊☆戯☆王5D's WORLD CHAMPIONSHIP 2010 Reverse of Arcadia
- A :遊☆戯☆王5D's WORLD CHAMPIONSHIP 2011 OVER THE NEXUS
- A :勇者のくせになまいきだ:3D
- A :勇者30
- A :有翼のフロイライン Wing of Darkness
- A :妖怪ウォッチ
- A :妖怪ウォッチ2 元祖/本家/真打
- B :妖精物語ロッド・ランド
- A :Yoku's Island Express

## ら行
- LiEat（CEROレーティング無し。IARC：7+）
- A :雷電III
- A :雷電IV
- A :RAIDEN FIGHTERS ACES
- A :Light Fall
- A :RiME
- A :ラグナロクオンラインDS
- B :ラジアントヒストリア
- A :ラチェット&クランク5 激突!ドデカ銀河のミリミリ軍団
- A :ラチェット&クランク FUTURE
- A :ラチェット&クランク FUTURE外伝 海賊ダークウォーターの秘宝
- A :ラチェット&クランク FUTURE2
- A :ラチェット&クランク オールフォーワン
- B :ラチェット&クランク INTO THE NEXUS
- B :ラッシング・ビート
- A :Lovers in a Dangerous Spacetime
- B :ラビッツ・パーティー リターンズ
- A :ラビッツ・パーティー TV Party
- A :ラビッツ・ゴー・ホーム
- A :ラビッツ・パーティー タイムトラベル
- B :LA-MULANA
- A :乱戦!ポケモンスクランブル
- B :リズム怪盗R 皇帝ナポレオンの遺産
- A :リングフィット アドベンチャー
- A :Lumo
- A :ルーンファクトリー フロンティア
- A :ルーンファクトリー オーシャンズ
- A :RAYSTORM HD
- A :レイトン教授と悪魔の箱
- A :レイトン教授と最後の時間旅行
- A :レイトン教授と魔神の笛
- A :レイマン レジェンド
- B :レインボーコットン
- A :レゴ インディ・ジョーンズ オリジナル アドベンチャー　※日本では発売中止
- B :レゴシティ アンダーカバー
- B :レゴシティ アンダーカバー チェイス ビギンズ
- The Legend of Spyro: A New Beginning　※日本未発売
- The Legend of Spyro: The Eternal Night　※日本未発売
- The Legend of Spyro: Dawn of the Dragon　※日本未発売
- A :レッドファクション:バトルグラウンド
- A :ロックマン11 運命の歯車!!
- A :ロックマンエグゼ アドバンスドコレクション
- A :ロックマンゼクス アドベント
- A :ロデア・ザ・スカイソルジャー
- A :ロマンシング サガ -ミンストレルソング-
- B :ローリングサンダー
- B :ローリングサンダー2
- B :ローリングサンダー3　※日本未発売
- A :ロンパーズ
- A :Lonely Mountains: Downhill

## わ行
- A :World to the West
- A :ワイルドアームズ クロスファイア
- A :ワイルドアームズ アルターコード:エフ
- A :ワイルドウエスタン
- A :ワルキューレの伝説
- A :1-2-Switch
- B :ワールドオブファイナルファンタジー

## 0～9
- A :100万トンのバラバラ
- A :3Dドットゲームヒーローズ